# Шуварка
Шуварка — река в России, протекает в Зубово-Полянском районе Республики Мордовия. Правый приток реки Выши.

## География
Река Шуварка берёт начало восточнее посёлка Выша. Течёт на север через осиновые леса. Принимает воды своего левого притока, реки Солонец. Устье реки находится в 53 км по правому берегу реки Выши. Длина реки составляет 11 км.

## Данные водного реестра
По данным государственного водного реестра России относится к Окскому бассейновому округу, водохозяйственный участок реки — Цна от города Тамбов и до устья, речной подбассейн реки — Мокша. Речной бассейн реки — Ока.
Код объекта в государственном водном реестре — 09010200312110000029874.